# Etoxipropano
O Etoxipropano é um éter com fórmula molecular C5H12O e fórmula estrutural H3C-CH2-O-CH2-CH2-CH3